# Władimir Muchanow
Władimir Wasiljewicz Muchanow (ros.: Владимир Васильевич Мухановur; ur. 20 kwietnia 1954) – rosyjski piłkarz, grający na pozycji napastnika, trener piłkarski.

## Kariera piłkarska

### Kariera klubowa
Wychowanek Szkoły Sportowej w Ramienskoje. W 1973 rozpoczął karierę piłkarską w wojskowej drużynie CSKA Moskwa. Nieczęsto wychodził na boisko, dlatego w 1976 przeniósł się do SKA Rostów nad Donem. W 1977 przeszedł do Krylji Sowietow Kujbyszew, ale już w kwietniu powrócił do SKA Rostów nad Donem. W 1978 został piłkarzem Fakiełu Woroneż. W 1980 został zaproszony do stołecznego Łokomotiwu Moskwa. W 1984 roku w wieku 30 lat zawiesił karierę piłkarza, dopiero w 1987 wrócił do gry w klubie Sokoł Saratów. W 1988 ponownie bronił barw Fakiełu Woroneż. W 1989 zakończył karierę piłkarza w Nywie Winnica. Potem po 3 latach już jako trener rozegrał 18 meczów w składzie Nieftiechimika Niżniekamsk.

## Kariera trenerska
Po zakończeniu kariery piłkarza rozpoczął pracę szkoleniowca. W 1992 łączył funkcje trenerskie i piłkarskie w Nieftiechimiku Niżniekamsk. Od 1995 do 1997 prowadził Saturn Ramienskoje. W 1999 został zaproszony do sztabu szkoleniowego klubu Łada-Symbirsk, gdzie najpierw pomagał trenować, a potem stał na czele klubu. Od lipca 2000 do maja 2001 trenował Fabus Bronnicy. Od 10 maja do 24 czerwca 2001 pomagał trenować Czernomoriec Noworosyjsk. W 2002 roku prowadził łotewski Liepājas Metalurgs, a w latach 2003-2004 kierował Tobyłem Kostanaj. Od 24 grudnia 2004 do końca 2005 trenował kazachski Żenis Astana. 1 stycznia 2006 został mianowany na stanowisko głównego trenera FK Aktöbe, którym kierował przez 7 lat do 15 grudnia 2012 roku. 6 czerwca 2013 stał na czele Fakiełu Woroneż. 15 listopada 2013 został zwolniony z zajmowanego stanowiska. 10 grudnia 2013 roku zgodził się na prowadzenie FK Chimki. Po zakończeniu sezonu 18 czerwca 2014 roku opuścił klub. 8 grudnia 2014 został mianowany na stanowisko głównego trenera beniaminka Kazachskiej Premier Ligi Okżetpes Kokczetaw.

## Sukcesy i odznaczenia

### Sukcesy piłkarskie
Fakieł Woroneż
- mistrz 1 strefy Wtoroj ligi ZSRR: 1978, 1988
- wicemistrz 3 strefy Wtoroj ligi ZSRR: 1977

Łokomotiw Moskwa
- brązowy medalista Pierwoj ligi ZSRR:: 1981

Nieftiechimik Niżniekamsk
- mistrz 5 strefy Wtoroj ligi Rosji: 1992

### Sukcesy trenerskie
Nieftiechimik Niżniekamsk
- mistrz 5 strefy Wtoroj ligi Rosji: 1992

Saturn Ramienskoje
- wicemistrz strefy środkowej Wtoroj ligi Rosji: 1995

Metalurgs Lipawa
- brązowy medalista Mistrzostw Łotwy: 2002
- finalista Pucharu Łotwy: 2002

Tobył Kostanaj
- wicemistrz Kazachstanu: 2003
- brązowy medalista Mistrzostw Kazachstanu: 2004
- finalista Pucharu Kazachstanu: 2003

Żenis Astana
- zdobywca Pucharu Kazachstanu: 2005

FK Aktöbe
- mistrz Kazachstanu: 2007, 2008, 2009
- wicemistrz Kazachstanu: 2006, 2010
- brązowy medalista Mistrzostw Kazachstanu: 2011, 2012
- zdobywca Pucharu Kazachstanu: 2008
- zdobywca Superpucharu Kazachstanu: 2008, 2010
- finalista Pucharu Mistrzów WNP: 2009, 2010

FK Chimki
- brązowy medalista strefy zachodniej Drugiej dywizji Rosji: 2013/14

### Odznaczenia
- tytuł Mistrza Sportu ZSRR: 1983